# Спурий Лукреций (претор 172 года до н. э.)
Спурий Лукреций (лат. Spurius Lucretius; III—II века до н. э.) — римский политический деятель из плебейского рода Лукрециев, сын претора 205 года до н. э. В 172 году до н. э. получил должность претора и провинцию Дальняя Испания в управление, причём сенат отказал ему в подкреплении. В 169 году до н. э. Спурий участвовал в Третьей Македонской войне в качестве легата под началом Квинта Марция Филиппа.
В 163 году до н. э. Спурий в составе посольства отправился на Восток. Он и его спутники Луций Аврелий Орест и Гней Октавий изучили положение дел в Македонии, урегулировали распрю между каппадокийским царём и галатами, а затем отправились в Сирию; там они должны были во исполнение Апамейского мира 188 года до н. э. сжечь флот Cелевкида Антиоха Евпатора, искалечить его слонов и в остальном максимально ослабить царскую армию. Деятельность послов вызвала возмущение местного населения, так что Гней Октавий даже был убит одним из местных жителей. О дальнейшей судьбе Спурия Лукреция сохранившиеся источники не сообщают.